# Ruska vojna prisutnost u Pridnjestrovlju
Rusija trenutačno drži nepoznat broj vojnika u Pridnjestrovlju, nepriznatoj otcijepljenoj državi koja je međunarodno priznata kao dio Moldavije. Ova ruska vojna prisutnost datira iz 1992. godine, kada je 14. gardijska armija intervenirala u ratu u Pridnjestrovlju kao potpora pridnjestrovskim separatističkim snagama. Nakon završetka rata, koji je završio pobjedom Pridnjestrovlje uz potporu Rusije i de facto neovisnošću regije, ruske snage ostale su u navodno mirovnoj misiji, a 1995. su se reorganizirale u Operativnu skupinu ruskih snaga (OGRF), trenutno čuva skladište streljiva Cobasna. Neki drugi ruski vojnici također sudjeluju u Zajedničkoj kontrolnoj komisiji između Moldavije, Rusije i Pridnjestrovlja od 1992. godine.
Vlada Moldavije trenutno smatra prisutnost ruskih trupa u Moldaviji nelegitimnom i pozvala je na njihovo povlačenje i zamjenu međunarodnim snagama. Međutim, Rusija se tome usprotivila. Dana 15. ožujka 2022. Parlamentarna skupština Vijeća Europe priznala je Pridnjestrovlje kao moldavski teritorij pod ruskom okupacijom.

## Pozadina

### 14. gardijska armija
14. armija formirana je kao postrojba Sovjetske vojske 25. studenog 1956. od 10. gardijskog budimpeštanskog streljačkog korpusa, nekadašnjeg dijela vojne oblasti Odesa sa sjedištem u Kišinjevu. Godine 1964. 88. motostreljačka divizija (MRD) postala je 180. MRD, a 118. MRD postala je 48. MRD. Osamdesetih godina prošlog stoljeća sjedište vojske premješteno je u Tiraspol, unutar tadašnje Moldavske SSR. Do 1991. vojska se sastojala od četiri MRD-a i drugih manjih postrojbi. Samo 59. gardijska motostreljačka divizija i neke manje postrojbe, uključujući 1162. raketnu pukovniju za protuzračnu obranu nalazile su se na lijevoj obali Dnjestra u regiji Pridnjestrovlje Druge formacije, uključujući 28. gardijsku i 180. MRD, bile su preko granice u Ukrajini i postale dio ukrajinskih kopnenih snaga. Prema izvorima iz vojske, lokalni Pridnjestrovci činili su veliku većinu njezinih vojnika, uključujući 51 posto časnika i 79 posto regruta.
| Formiranje 1989. godine                              | Formiranje 1991–92 (Ukrajina)            |
| ---------------------------------------------------- | ---------------------------------------- |
| 28. gardijska motostreljačka divizija (Čornomorske)  | 28. mehanizirana brigada                 |
| 59. gardijska motostreljačka divizija (Tiraspol)     | Isto – pod ruskom kontrolom              |
| 86. gardijska motostreljačka divizija (Bălți)        | Svedena na skladište, a zatim raspuštena |
| 180. motostreljačka divizija (Bilgorod-Dnjestrovski) | Prebačen u Ukrajinu i rasformiran        |

U sastavu 14. gardijske armije 19. studenoga 1990. nalazile su se sljedeće postrojbe.
- 173. raketna brigada (Bender)[7]
- 189. gardijska raketna brigada (Bălți):[8] 13 R-145BM
- 156. protuzračna raketna brigada[9] (Ungheni)
- 865. zapovjedno mjesto PZO-a
- 4. topnička pukovnija (Ungheni): 36 haubica D-30, 24 2A36 "Giatsint", 26 BM-27 Uragan, 3 PRP-3, 3 Klyon 1, 2 1V19, 5 R-145BM, 54 MT-LB (za 47 T -12 )
  - 803. raketna topnička pukovnija (raspuštena, pripala 4. topničkoj pukovniji)
  - 2335. izvidnička topnička pukovnija (raspuštena, pripada 4. topničkoj pukovniji)
- 714. zasebna izvidničko-topnička bitnica (Ungheni)
- 36. odvojena helikopterska eskadrila (Tiraspol): 8 Mi-8, 1 Mi-6, 2 Mi-24K, 2 Mi-24R
- 321. zasebna eskadrila bespilotnih izvidničkih sustava (Tiraspol)
- 905. zračno-jurišni bataljun (Tiraspol)
- 194. pukovnija pontonskog mosta, 115. zasebna inženjerijska saperska bojna (Parcani): 4 IRM
- 15. zasebna pukovnija veze (Tiraspol): 9 R-145BM, 1 R-156BTR, 1 R-137B, 1 P-240BT
- 108. zasebna radiotehnička pukovnija (Bender)
- 130. bojna za kemijsku obranu, 785. izvidnička bojna NBC (Bender)
- 58. radiotehnička bojna, 976. i 2242. bojna za elektroničko ratovanje (Bender)
- 5381. baza za skladištenje opreme (Florești): 63 MT-LB, 25 R-145BM, 2 RKhM Kashalot, 3 UR-67 kao i 27 9M113 Konkurs, 32 S-60 (bivša 86. gardijska motostreljačka divizija)[10]

### Sukob u Transnistriji
Napetosti između regije koja danas čini Transnistriju i središnje vlade Moldavije nastale su tijekom posljednje faze Sovjetskog Saveza (SSSR), tijekom njegovog raspada krajem 1991. Ovaj je sukob na kraju prerastao u rat u Pridnjestrovlju, najaktivniju fazu ovog sukoba.

## Rat u Pridnjestrovlju
Dok je službena politika Rusije rano nakon izbijanja široko rasprostranjenog oružanog sukoba 1992. bila politika neutralnosti, mnogi vojnici i časnici 14. armije bili su naklonjeni PMR u te su prebjegli u PMR i aktivno sudjelovali u borbama. u sastavu svojih oružanih snaga, Republikanske garde. Nadalje, znatna količina vojnog materijala oduzeta je bez otpora ili predana oružanim snagama PMR-a.
Zapovjedni časnik kopnene vojske, general GI Yakovlev, otvoreno je podržavao novostvorenu PMR. Sudjelovao je u osnivanju PMR-a, služio je u Vrhovnom sovjetu PMR-a i 3. prosinca 1991. prihvatio položaj prvog predsjedavajućeg Ministarstva obrane PMR-a, zbog čega je vrhovni zapovjednik oružanih snaga ZND-a Jevgenij Šapošnjikov da ga razriješi čina i službe u ruskoj vojsci. Jakovljevljev nasljednik, general Jurij Netkačev zauzeo je neutralniji stav u sukobu. Međutim, njegovi pokušaji posredovanja između Kišinjeva (glavnog grada Moldavije) i Tiraspola (glavnog grada PMR) uglavnom su bili neuspješni.
Šapošnjikov je 23. ožujka 1992. potpisao dekret kojim se odobrava prijenos vojne opreme jedinica 14. gardijske armije stacioniranih na desnoj obali Dnjestra u Republiku Moldaviju. Ova vojna oprema činila je većinu materijala koji je koristila Moldavska nacionalna armija u rata u Pridnjestrovlju koji je uslijedio. Drugi dekret, koji je 1. travnja izdao Boris Jeljcin, prebacio je osoblje 14. gardijske armije, kao i svu vojnu opremu na lijevoj obali, uključujući veliko skladište streljiva u Cobasni, pod rusku kontrolu.
Do lipnja 1992. situacija je eskalirala do otvorenog vojnog sukoba. Uz gotovo raspad ruske vojske tijekom najžešćih borbi ui oko grada Bendera (Tighina), u jeku koordinirane ofenzive moldavskih snaga, general-bojnik Alexander Lebed stigao je u stožer 14. armije 23. lipnja sa stalnim zapovijedima zaustaviti sukob koji je u tijeku svim raspoloživim sredstvima, pregledati vojsku, spriječiti krađu naoružanja iz njezinih skladišta i osigurati nesmetanu evakuaciju naoružanja i vojnog osoblja iz Moldavije i preko ukrajinskog teritorija. Nakon što je kratko procijenio situaciju, preuzeo je zapovjedništvo nad vojskom, smijenivši Netkačeva, i naredio svojim trupama da izravno uđu u sukob. Dana 3. srpnja u 03:00, masivni topnički napad koji je proizašao iz formacija 14. armije stacioniranih na lijevoj obali Dnjestra uništio je moldavske snage koncentrirane u šumi Hîrbovăț, u blizini Bendera, čime je učinkovito okončana vojna faza sukoba. Prema najmanje jednom moldavskom izvoru, 112 moldavskih vojnika ubijeno je u bombardiranju. 

## Posljedica

### Kraj rata i Operativna grupa ruskih snaga
Nakon završetka sukoba, zasebna ruska jedinica premještena je u regiju kao dio zajedničkih moldavsko-rusko-pridnjestrovskih mirovnih snaga, Zajedničke kontrolne komisije. Sama 14. gardijska armija reformirana je u travnju 1995. u Operativnu grupu ruskih snaga (OGRF) koja je došla pod zapovjedništvo Moskovskog vojnog okruga i bila zadužena za čuvanje skladišta streljiva Cobasna.  Drugi noviji izvor daje datum raspuštanja 14. gardijske armije 25. lipnja 1995. 59. gardijska motostreljačka divizija postala je 1. lipnja 1997. 8. gardijska motostreljačka brigada Snage sada broje oko 1200 pripadnika, a prema Kommersantu -Vlasti iz 2005. sastojale su se od 8. gardijske motorizovane strijeljačke brigade, 1162. raketne pukovnije za protuzračnu obranu, 15. pukovnije veze i drugih jedinica za podršku. 
Dana 1. studenog 2002., 8. brigada MR je raspuštena, a preostalo osoblje, koje je brojalo 5.719 djelatnika, ušlo je u zapovjedništvo mirovnih snaga.
Kao rezultat smanjenja snage Operativne grupe (zapovjednik general-bojnik Boris Sergejev) preostala snaga od 2006. je oko 1.000-1.500 vojnika, a sastoji se od:
- 82. i 113. zasebne mirovne motostreljačke bojne
- Samostalna bojna za osiguranje i potporu
- Helikopterski odred
- Nekoliko malih administrativnih odjela

Operativnom grupom (po stanju u lipnju 2019.) zapovijeda pukovnik Dmitrij Zelenkov iz Rusije i broji 1500 vojnika. Djeluje uz Zajedničku kontrolnu komisiju.

### Trenutno stanje i predloženo povlačenje
Rusija je pristala povući svoju 14. vojsku s teritorija Moldavije u sporazumu potpisanom 21. listopada 1994. i priznatom u prosinačkoj budimpeštanskoj deklaraciji Konferencije o sigurnosti i suradnji u Europi. OESS je izrazio zabrinutost zbog nedostatka napretka u svom Lisabonskom dokumentu iz 1996. godine. Na summitu OESS-a u Istanbulu u studenom 1999. Rusija je ponovno obećala povući svoje snage iz Moldavije (i iz Gruzije), ovaj put uz čvrstu obvezu na krajnji rok do 31. prosinca 2002. koji je zapisan u dokumentima samita. Ta obećanja nisu ispunjena.
Dana 18. studenog 2008. Parlamentarna skupština NATO-a usvojila je rezoluciju pozivajući Rusiju da "poštuje svoje obveze preuzete na summitu OESS-a u Istanbulu 1999. i povuče svoju ilegalnu vojnu prisutnost iz pridnjestrovske regije Moldavije u najskorijoj budućnosti".
Rusija je 7. travnja 2016. objavila da će povući svoje trupe iz Moldavije nakon što se riješi problem likvidacije skladišta naoružanja 14. armije. Kompliciranje povlačenja je nužnost tranzita naoružanja kroz Ukrajinu, koja je imala neprijateljski odnos nakon ruske aneksije Krima i ruske invazije na istočnu Ukrajinu 2014.
Dana 27. lipnja 2016. u Pridnjestrovlju je na snagu stupio novi zakon kojim se kažnjavaju postupci ili javne izjave, uključujući korištenje masovnih medija, informacijskih i telekomunikacijskih mreža ili interneta, kojima se kritizira takozvana mirovna misija ruske vojske u Pridnjestrovlju, ili predstavljajući tumačenja koja je pridnjestrovska vlada vojne misije ruske vojske smatrala "lažnima". Zapriječena je kazna do tri godine zatvora za obične osobe ili do sedam godina zatvora ako je kazneno djelo počinila odgovorna osoba ili grupa osoba prema prethodnom dogovoru.
Dana 22. lipnja 2018. Opća skupština UN-a donijela je rezoluciju (dokument A/72/L.58) kojom je pozvala Rusku Federaciju da bezuvjetno povuče svoje trupe i naoružanje bez odgode s teritorija Republike Moldavije.
Moldavija i danas traži povlačenje ruskih trupa iz Pridnjestrovlja, a to je zadnji put učinila 2025. Nadalje, 2022., usred porasta napetosti između Ukrajine i Rusije, što je poslužilo kao uvod u rusku invaziju Ukrajine 2022., pojavile su se tvrdnje ukrajinskih obavještajaca da Rusija pokušava pripremiti "provokacije" protiv ruskih vojnika u Pridnjestrovlju kako bi stvoriti povod za invaziju na Ukrajinu.